# Сян Чжунфа
Сян Чжунфа́ (кит. трад. 向忠發, упр. 向忠发, пиньинь Xiàng Zhōngfā, 1880, Шанхай — 24 июня 1931, Шанхай) — китайский коммунист, лидер рабочего движения Китая в 1920-х годах. Генеральный секретарь Центрального комитета Коммунистической партии Китая в 1928—1931 годах. Расстрелян гоминьдановцами в 1931 году.

## Ранние годы
Сян Чжунфа родился в 1880 году в Шанхае в бедной семье. Он был вынужден рано бросить школу и вместе со своими родителями переехать в Хубэй, где жили его предки. Когда ему было 14 лет, он стал подмастерьем на Ханьянском металлургическом заводе. Когда завод закрылся, Сян стал батрачить на помещика в Цзянси. Три года спустя он поступил на работу в крупную судоходную компанию. Уже через четыре месяца работы он становится вторым помощником капитана судна, а через два года дослужился до старшего помощника. За свою грамотность и за активное участие в рабочем движении он был избран в профсоюз судоходной компании. В 1921 году Сян стал заместителем председателя профсоюзной организации в компании. В 1922 году Сян вступил в КПК.

## Начало деятельности в КПК
В ходе Северного похода, армия Гоминьдана захватила часть территории провинции Хубэй и прошла маршем на трёхградье Ухань. Для поддержки наступления, Сян Чжунфа, а также другой известный активист КПК, Сюй Байхао, организовали забастовку трудящихся против местных милитаристов и создали профсоюз в провинции Хубэй, оказавший существенную помощь наступающей армии Гоминьдана. После того как штаб КПК переехал в новый город Ухань (административно объединённый из трёх урбанизированных районов на разных берегах Янцзы и Ханьшуй), Сян был избран членом ЦК КПК.
Неопределённость в отношениях КПК и Гоминьдана неоднократно проявлялась в мелких конфликтах между партиями, чему способствовала склонная к компромиссам позиция руководителя КПК Чэня Дусю, не придававшему значение рабочим лидерам. В отличие от него, Сян открыто выражал недовольство сложившейся в партии ситуацией. Его непримиримая позиция была оценена в Коминтерне, имевшем сходную оценку политики руководства КПК и выпустившем 14 июля 1927 года телеграмму с обвинением центральных органов КПК в оппортунизме в отношениях с Гоминьданом и призывом к членам КПК бороться с этим оппортунизмом и выдвигать на руководящие должности рабочих и крестьянских лидеров.
7 августа 1927 года на чрезвычайном расширенном совещании Политбюро ЦК КПК Чэнь Дусю был отстранён от руководства партией, а Су Чжаочжэнь и Сян Чжунфа были избраны временными членами Политбюро. Тем не менее, новое руководство КПК во главе с Цюй Цюбо и Ли Вэйханем по-прежнему в основе своей состояло из интеллигенции.

## Командирование в СССР
В октябре 1927 года, Коминтерн запросил КПК организовать делегацию в Москву для участия в праздновании 10-й годовщины Октябрьской революции. Так как многие из руководителей КПК были в опале и скрывались в провинции Гуандун и Гонконге после провала Наньчанского восстания, Су Чжаочжэнь и Ли Вэйхань были еще в пути из Уханя в Шанхай, а центральные органы КПК практически не функционировали, Сян легко был избран руководителем этой делегации.
15 октября 1927 года Сян и восемь других делегатов отправились в Советский Союз. По прибытии в Москву в ноябре, они были тепло приняты своими советскими коллегами. Сян принял участие в торжественных мероприятиях и ряде крупных совещаний Коминтерна и коммунистических активистов, выступал по радио. Его опыт и понимание рабочего движения в Китае создали ему авторитет в Коминтерне. Восточный секретариат Исполкома Коминтерна (ИККИ) привлек Сяна к решению многочисленных вопросов, связанных с Китаем, например для усмирения протестов студентов Коммунистического университета трудящихся Китая, выступавших за улучшения учебного процесса, боевой подготовки, бытовых условий. В частности, 28 января 1928 года Сян направляет в Политсекретариат ИККИ письмо, в котором пишет, что причины волнений китайских студентов следует искать не в «анархизме» и «ликвидаторстве», а в недоработках в общем и партийном руководстве университета, необходимости радикальной реорганизации военно-политических курсов и повышения их материально-технического обеспечения.
В то же время, временное Политбюро ЦК КПК провело расширенное заседание в Шанхае. Так как новоизбранные члены ЦК Чжоу Эньлай и Ло Инун происходили из интеллигенции, Ван Хэбо незадолго до этого был убит гоминьдановцами, а Су Чжаочжэнь уехал в Москву в качестве делегата Коминтерна, в центральных органах управления КПК не осталось представителей рабочих, что не соответствовало политике Коминтерна.
В январе 1928 года Сян написал Сталину и Бухарину два письма, в которых осудил «неправильный» курс КПК. Эти письма привлекли внимание руководства Коминтерна к проблемам в КПК. В марте 1928 года Коминтерн запросил КПК провести свой очередной съезд в Москве. На открывшемся 18 июня VI съезде КПК в Москве Сян был назначен председателем, что добавило ему известности. На съезде Сян подверг критике как левый уклон Цюй Цюбо, так и правый уклон, который представлял Чжан Готао. За день до закрытия съезда Павел Миф, ректор Университета Сунь Ятсена, от имени Коминтерна внёс список кандидатов в ЦК КПК, который состоял из 36 членов, 22 из которых были из рабочих. Сян Чжунфа был избран членом Политбюро и генеральным секретарем КПК. Сложившаяся ситуация отражала мнения съезда, так как из 84 делегатов, присутствовавших на этом съезде, было 50 представителей пролетариата, тогда как на предыдущем съезде два года назад 71 из 82 делегатов были представители интеллигенции.
Так как Сян Чжунфа был избран лидером КПК, он не мог больше находиться в Москве. После того, как он передал свои дела новому делегату КПК в Коминтерне Цюй Цюбо Сян вернулся в Шанхай для налаживания работы в штаб-квартире КПК с новым членом Политбюро Цай Хэсэнем и кандидатом в члены Ли Лисанем .

## Во главе партии
После того, как Сян официально приступил к делам в сентябре 1928 года под его руководством был предпринят ряд шагов, призванных изменить методы работы в КПК. Сян издал документ ЦК КПК для все членов КПК, в котором он подчеркнул необходимость исправления «неверных идей» в революции, а КПК должна бороться против угрозы с стороны буржуазии. Он также предложил серию реформ органов КПК, таких как объединение профсоюзов с рабочими комитетами, отделов пропаганды с крестьянскими комитетами, а также создание военного комитета в Политбюро. Также он предложил объединение штаб-квартиры КПК в Шанхае с комитетом КПК в Цзянсу. Это предложение встретило возражения со стороны Чжоу Эньлая при поддержке других руководителей КПК, и Сян вынужден был от него отказаться.
Во время нахождения Сян Чжунфа на посту генерального секретаря, постепенно возрастала роль в партии Ли Лисаня. Когда Цай Хэсэнь был выведен из ЦК КПК, Сян Чжунфа выбрал на его место Ли Лисаня, который стал одним из четырех постоянных членов Политбюро и руководителем отдела пропаганды КПК в октябре 1928 года. Когда в 1929 году Дальневосточное бюро Коминтерна издало приказ по борьбе с правым уклонизмом и обвинило КПК в отсутствии активной деятельности в борьбе, Сян протестовал против этого решения. Он считал, что красноречивый и энергичный Ли Лисань является подходящим кандидатом для ведения переговорной работы. Таким образом, Ли принялся улаживать конфликты с Коминтерном. Когда Сян направил Чжоу Эньлая в Москву для дальнейших объяснений, Ли принял на себя обязанности Чжоу, что дало Ли еще один способ доказать свои таланты.
Когда Сян узнал решение Коминтерна о борьбе с правым крылом КПК, он заявил, что китайская революция находится на пиковом периоде развития. Впоследствии Ли Лисань довёл до крайности эти взгляды. Политика «лилисаневщины» — авантюристическая политика призыва к вооруженному восстанию в городах и последующему распространению революции на всю страну в ситуации, когда объективные предпосылки к восстанию ещё не появились. При поддержке Сян Чжунфа курс Ли Лисаня стал набирать влияние. КПК отдавала ежедневные указания из её штаб-квартиры в отделения во всех провинциях, создавала новые комитеты во всех провинциях и готовилась к полномасштабному восстанию в октябре 1929 года. Но Коминтерн выразил своё недовольство, заявив, что необходима выработка систематической позиции по Китайской революции, КПК вместо этого должна сосредоточить своё внимание на восстание в одной или нескольких провинциях. В ходе нескольких этапов обсуждения значительно возросла напряженность в отношениях между Сяном, Ли и Коминтерном.
Слепота и экстремизм курса Ли Лисаня принесли КПК большие потери. В августе 1930 года Коминтерн направил Цюй Цюбо и Чжоу Эньлая обратно в Китай для проведения своей политики. Также «Группа 28 большевиков» направила обратно своих представителей, чтобы изменить курс КПК и отстранить от руководства Ли Лисаня и его сторонников. Сян и Ли до тех пор не уделяли должного внимания критике этих молодых студентов. Тогда Коминтерн направил телеграмму с призывом Ли приехать в Москву. Павел Миф отправился в Шанхай в качестве посланника Коминтерна. Под руководством Мифа был проведён IV Пленум ЦК КПК VI созыва. На нём Ли Лисань был заменен Ван Мином, и его сторонники из «Группы 28 большевиков» заняли другие важные посты. Хотя Сяну предложили уйти с должности, Коминтерн и другие старшие руководители КПК, такие как Цюй и Чжоу посчитали, что Сян как рабочий лидер может быть полезным для революции, так что все они высказались против самоотвода.
Но роль Сяна в качестве лидера к тому времени пришёл конец в связи с тем, что основное внимание КПК перешло от работы в городе к созданию советских территорий в сельской местности, с которой Сян не был знаком и не имел такого опыта. Кроме того, против него и Ван Мина, в то время являвшегося фактически руководителем КПК, возникла оппозиция со стороны ряда старых членов КПК, таких как рабочий активист активистов Хэ Мэнсюн и Ло Чжанлун. Из-за раскола, а также из-за того, что Хэ Мэнсюн и ещё 24 члена его группы были арестованы и убиты Гоминьданом, влияние КПК в Шанхае значительно ослабло. В это время Сян потерял веру в идеалы революции, стал допускать вольности морального плана и нарушение партийной конспирации.

## Арест и смерть
После ареста 25 апреля 1931 года в Ханькоу гоминьдановской полицией одного из подчиненных Чжоу Эньлая, командира «красного отряда» Гу Шуньчжана, знавшего явки и конспиративные квартиры центральных органов КПК в Шанхае и других городах, гоминьдановцы вышли на след Сян Чжунфа. Чжоу Эньлай собирался переправить Сяна в один из советских районов, но 21 июня Сян был опознан и на следующий день арестован в ювелирном магазине во французской концессии в Шанхае. Французская полиция выдала его гоминьдановской контрразведке. Уже 24 июня Сян стал давать показания против товарищей по партии.
Сразу же после ареста Сян Чжунфа шанхайская полиция сообщила в штаб-квартиру в Нанкине, что арестован главарь коммунистов. Однако, опасаясь того, что КПК попытается отбить своего руководителя, Чан Кайши, находившийся в Лушане, сразу по прочтении телеграммы отдал приказ расстрелять Сян Чжунфа. Приказ был немедленно приведён в исполнение. Перед казнью, стоя на земле на коленях, Сян умолял сохранить ему жизнь. Так 24 июня 1931 года прервалась жизнь одного из основателей и руководителей КПК.